# Geniostemon rotundifolius
Geniostemon rotundifolius är en gentianaväxtart som beskrevs av J. Rzedowski, G. Calderón de Rzedowski. Geniostemon rotundifolius ingår i släktet Geniostemon och familjen gentianaväxter. Inga underarter finns listade i Catalogue of Life.